# Dick Tracy
Dick Tracy é um detetive das tiras de quadrinhos e um personagem popular na cultura pop norte-americana. A personagem é um detetive policial difícil de ser baleado, que atira rápido, e muitíssimo inteligente que enfrentou uma grande variedade de, às vezes, vilões grotescamente feios. Dick Tracy foi criado pelo cartunista Chester Gould em 1931 para uma tira de quadrinhos do jornal que também se chamava Dick Tracy. A tira, que estreou em 4 de outubro de 1931, foi distribuída pelo Chicago Tribune Syndicate. Gould escreveu e desenhou a tira até 1977.
Chester Gould apresenta inicialmente em suas tiras a violência urbana refletida em seu tempo e lugar, a cidade de Chicago nos anos de 1930. Gould procurava se manter atualizado, mostrando as mais recentes técnicas de combate ao crime, usava a ciência forense e uma aparelhagem eletrônica mesmo com os casos do detetive geralmente acabando em tiroteio. Nos anos 50 ele abordou temas como a corrupção, delinquência juvenil e a televisão. Nessa época Gould sofreu algumas críticas ao mostrar elementos familiares de Tracy, mostrando-o vivendo de forma ostentatória numa grande casa e sendo proprietário até de um Cadillac. Ele chegou a criar uma história em que Tracy foi acusado de corrupção e explicou suas posses, o que não diminuiu as críticas. Na década de 60, a tira passou por um período "espacial", com Tracy participando de aventuras na Lua e usando naves espaciais de propulsão magnética. Em 1969 foi oferecido à Tracy o posto de chefe de polícia do Vale Lunar, uma comunidade humana da Lua, talvez indicando uma tendência de mudança do personagem para um tipo de "herói espacial". Mas depois que as missões lunares daquele ano revelaram a Lua como um satélite estéril, as tiras retornaram ao ambiente terrestre. Nos anos 1970 Tracy ganhou um bigode (logo descartado) e deixou o cabelo crescer.
Tracy encarava cada episódio como um "Caso", com as tiras mostrando os criminosos cometendo o crime e a posterior perseguição implacável de Tracy. Os vilões eram indiscutivelmente o maior apelo das tiras.
Em outros temas usados, próprios de "filmes noir", Gould reflete sobre como pequenos delitos levam a outros maiores. Os eventos se desenrolam sem controle e mostram como a vida pode ser imprevisível e cruel. As traições se sucedem nas histórias: capangas são mortos pelos empregadores, estes são traídos pelas namoradas e pessoas boas são mortas por estarem no lugar e hora errados.
Nas pranchas dominicais do final dos anos de 1940, Gould incluiu um texto de guia para combatentes do crime amadores ("Dick Tracy's Crimestoppers"), apresentada por Junior Tracy. Esse adendo durou até 1977. Depois foi substituido pela seção das "Galeria dos Vilões" ("Dick Tracy's Rogues Gallery") até ser novamente reintegrado nas tiras atuais por Max Allan Collins.

Dick Tracy também foi o herói em vários filmes, notadamente um em que foi interpretado por Warren Beatty em 1990.

## Histórico
A tira estreou em 04 de outubro de 1930, no jornal Detroit Mirror, escrita e ilustrada por Chester Gould até 25 de dezembro de 1977, quando se aposentou. Na segunda-feira seguinte a tira foi assumida por Max Allan Collins e o assistente de longa data de Gould, Rick Fletcher. A assinatura de Gould apareceu alguns anos como consultor. Rick Fletcher morreu em 1983 e foi sucedido por Dick Locher (assistente de Gould nos anos de 1950). Seu filho John foi seu assistente, até falecer em 1986. Collins saiu em 1992 e o escritor Mike Kilian o substituiu até 2005.
Locher escreveu e ilustrou por mais de três anos, com início em 9 de janeiro de 2006. Em 16 de março de 2009, Jim Brozman começou a colaborar com Locher, assumindo como desenhista, enquanto Locher continuou a escrever a tira.
Em 2005, Tracy foi um dos convidados na festa de 75º aniversário de Blondie e Dagwood na tira Blondie. Mais tarde, Dick Tracy apareceu nos quadrinhos de Gasoline Alley.

Em 19 de janeiro de 2011, o Tribune Media Services anunciou que Locher estava se aposentando e que a tira seria assumida pelo desenhista Joe Staton e pelo roteirista Mike Curtis.  A nova equipe criativa já havia trabalhado juntos em Scooby-Doo, Richie Rich e Casper. A primeira tira Dick Tracy pela dupla foi publicada 14 de março de 2011.
Nessa série, Tracy protagonizou crossovers com Popeye, Brenda Starr, Little Orphan Annie, Funky Winkerbean, Fearless Fosdick (paródia de Dick Tracy em Li'l Abner de Al Capp), The Spirit e O Besouro Verde.

## Personagens

### Vilões
Big Boy, chefe de quadrilha e o primeiro vilão das tiras, responsável por matar os pais de Tess, a namorada de Dick Tracy. Em uma história que lhe foi dado apenas um ano de vida, o vilão tenta se vingar de Tracy apenas para vê-lo morrer primeiro e oferece um grande quantia em dinheiro pela cabeça do detetive, causando interesse pelo prêmio até em membros da polícia.
Selbert Depool (da palavra inglesa "looped" escrita ao contrário, como era típico de Gould).Insano e com o rosto deformado, com o mau transparecendo fisicamente
Shoulders, um exemplo do "mau disfarçado": vilão arrogante que pensa ser irresistível a todas as mulheres.
Pruneface:  espião nazista, uma máquina que criou um gás químico dos nervos.
Flattop Jones: infame pistoleiro autônomo que foi um dos vilões mais populares da tira. Seu nome vinha do formato de sua cabeça, que se assemelhava a uma pista de decolagem de um porta-aviões da época. O assassino foi contratado por criminosos negros para matar Tracy. Ele chantageou seus empregadores por mais dinheiro, o que foi seu erro pois deu tempo a Tracy de conseguir ajuda. O assassino foi derrotado em uma grande cena de luta, com a polícia invadindo o esconderijo.
Mr.Intro: mostrado como uma voz sem corpo, um típico vilão do estilo James Bond. Tracy recorreu a um raio laser para destruir o vilão e sua base numa ilha.

### Coadjuvantes
Tess Trueheart: Namorada de Dic Tracy, ela mantinha um relacionamento difícil com ele. Frequentemente ficava no fogo cruzado da luta contra os criminosos. Em uma história, ela acabou por rejeitar Tracy e se casar com um rico jogador de basebal. Mas este se suicidou ao cabo de um caso de intrigas familiares e homicídio. Truehar voltou para Tracy, um pouco mais paciente, depois desse trauma. No Natal de 1949 os dois se casaram, depois de uma história conjunta de 18 anos da tira.Eles tiveram uma filha, Bonnie Braids (certa vez sequestrada pelo fugitivo Crewy Lou). O filho, Joseph Flintheart, assumiu o lugar de Junior nas tiras dos anos de 1990.
Dick Tracy Jr., ou simplesmente "Junior": um rapaz desabrigado que ficou sob a proteção do detetive. O menino acompanhou Tracy muitas vezes em suas investigações e correu risco de morte até se tornar perito policial e começar a ajudar seu "pai". Ele teve uma namorada, Model, que foi morta acidentalmente pelo irmão. E se casou com uma moça que vivia na Lua, durante a "fase espacial" das tiras dos anos 1960. Tiveram uma filha, com antenas (depois coberta com uma peruca) e magnetismo nas mãos. A morte da esposa de Junior, que sofreu um atentado destinado à Tracy, decretou o fim da "fase espacial". Junior se casaria novamente, com Sparkle Plenty e teve outra filha, chamada Sparkle Plenty Jr.
Pat Patton, parceiro profissional de Tracy, ex-metalúrgico que de início duvidava da sua capacidade de policial. Mas com o tempo ele se mostraria um parceiro hábil e valoroso detetive.

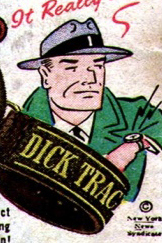
Dick Tracy e o rádio de pulso

Al Gore: inventor e que forneceu o Rádio 2-Way Wrist (rádio de pulso) à Tracy e à polícia. O equipamento eletrônico mais famoso de Tracy apareceu em janeiro de 1946. Graças a ele a figura do detetive se tornou facilmente reconhecível. O aparelho era usado na forma de um relógio de pulso, servindo como um precursor fantasioso dos modernos celulares. Em 1964 o rádio foi atualizado, recebendo uma tela de TV. E em 1987 teve um computador acoplado.
Diet Smith: um excêntrico industrial que financiou o desenvolvimento do "rádio de pulso". Seu filho era o Brilliant, o inventor cego do rádio de pulso e outros dispositivos, que foi morto por uma falha da segurança, causando sentimento de culpa no chefe Brandon.
Chef Brandon: personagem semi-regular nas tiras desde 1931, pediu demissão no caso da morte de Brilliant.Pat Patton foi promovido a chefe no seu lugar. Tracy seria o indicado, mas declinara o convite anteriormente, em favor do parceiro.
Sam Catchem, o novo parceiro de Tracy, que substituiu Pat. O personagem foi baseado no velho amigo de Gould, Al Lowenthal.
Groovy Grove: personagem que surgiu nos anos de 1970, parceiro de Tracy que lembrava um hippie. Ele nunca foi muito popular e acabou morrendo em 1984, quando a tira já estava com outros artistas que haviam sucedido Gould.
Família Plenty: liderada pelo casal de ex-vilões Oscar "BO" Plenty e Gravel Gertie, formavam um contraponto humorístico nas histórias de Tracy. Eles tinham uma filha, Sparkle Plenty, que apareceria criança e depois adolescente. Ela se casaria com Junior.
Policial Lizz, uma polícia feminina eficiente e grande auxiliar de Tracy.

### Novos personagens
- Dr. Will Carver: cirurgião plástico do submundo que depois foi morto.
- Wendy Wichel: repórter bajulador
- Lee Ebony, detetive afro-americana
- Vitamin Flintheart criado em 1944 como um jogador durante a história de Flattop Jones, que não reapareceu pelas três décadas seguintes, foi reintroduzido como uma figura cômica.
- Angeltop: filha psicopata de Flattop  Jones e que busca vingança
- Torcher: um incendiário
- Splitscreen: um pirata do vídeo

## Premiação
Chester Gould recebeu os seguintes prêmios e homenagens
- Prêmios Reuben melhor tira em 1959 e 1977.
- Prêmio Especial em 1980 dado pelos Escritores de Mistério da América
- Selo Postal comemorativo de 1995.

## Adaptações

### Rádio
Dick Tracy teve um longo programa de rádio semanal, iniciado em 1934 na estação NBC da Nova Inglaterra e que passou para a rede ABC em 1948. Bob Burlen foi o primeiro radioator que interpretou Tracy. Outros foram Barry Thompson , Ned Wever e Matt Crowley. Os episódios duravam 15 minutos.
Na CBS, patrocinado por Sterling Products, houve um seriado que foi ao ar de 4 de fevereiro de 1935 até 24 de março de 1937. Na NBC o programa foi ao ar patrocinado por Quaker Oats, com episódio de 30 minutos, de 29 de abril de 1939 até 30 de setembro de 1939. A série retornou na ABC, de 15 de março de 1943 até 16 de julho de 1948 , patrocinado por Tootsie Roll.

### Filmes
- Seriados de Dick Tracy foram realizados em 1937, 1938, 1939 e 1941, produções da Republic Pictures. Estrelado por Ralph Byrd. Nos seriados, Dick Tracy aparece como um agente federal da Califórnia. Os personagens coadjuvantes tem nome diferente dos quadrinhos: seu parceiro é "Mike McGurk" (semelhante à Pat Patton); a secretária Gwen Andrews (várias atrizes nos seriados, inclusive Jennifer Jones, no lugar de Tess Trueheart); e o diretor do FBI Clive Anderson (com o ator Francis X. Bushman e outros, similar ao Chefe Brandon).

- Foram realizados quatro filmes pela RKO: Dick Tracy (1945) e Dick Tracy vs. Cueball (1946), ambos com Morgan Conway como Tracy. Ralph Byrd retomou o papel nos dois filmes seguintes: Dick Tracy's Dilemma e Dick Tracy Meets Gruesome, ambos de 1947. O último é provavelmente o mais conhecido, com o vilão Gruesome interpretado por Boris Karloff. Lyle Latell foi o co-protagonista dos quatro filmes, interpretando Pat Patton. Anne Jeffreys foi Tess Trueheart nos primeiros dois filmes; depois substituída por Kay Christopher e Anne Gwynne. Dentre os vilões foram escolhidas figuras conhecidas como Mike Mazurki (Splitface), Dick Wessel (Cueball), Esther Howard (Filthy Flora), Jack Lambert (Garra, vilão com gancho) e Milton Parsons.

- Em 1990 foi lançada a super-produção Dick Tracy de Warren Beatty, que interpretou o próprio Dick Tracy.  No elenco nomes como Madonna, Al Pacino, Dustin Hoffman, Dick van Dyke, James Caan e R.G. Armstrong, quase todos em notáveis participações como os famosos vilões.

### Televisão
- Para a TV o personagem apareceu pouco: houve duas séries com atores, dois desenhos animados, um filme piloto e um projeto de série atualmente em litígio. Ralph Byrd interpretou novamente Tracy na série da ABC, de 1950 a 1951. Episódios adicionais continuaram até 1952. Apareceram os vilões Flattop, Shaky, Breathless Mahoney, Heels Beals e Influence. A série, apesar de popular, terminou com a morte de Byrd em 1952. Os primeiros desenhos foram produzidos em 1960-1961 pela UPA (produtora do desenho do Mr. Magoo, que fez o encontro dos dois personagens num longa metragem de 1965, na série "The Famous Adventures of Mr. Magoo"). Everett Sloane fez a voz de Tracy, enquanto Mel Blanc dublava vários personagens tais como "Go-Go" Gomez, Joe Jitsu, Hemlock Holmes e Heap O'Calorie.  Foram 130 episódios de cinco minutos, destinados ao público infantil. O segundo desenho animado foi um episódio do Archie, produzido pela Filmation. O filme-piloto foi feito em 1967, com Ray MacDonnell.

### Revistas em quadrinhos
- A primeira revista lançada foi em 1947 distribuida como brinde de uma marca de cereais. Em janeiro de 1948, a Dell Comics começou sua série de revistas com o personagem, com 145 números e que foram impressos até 1961. Depois a Harvey Comics lançou revistas até o número 25.

- Dick Tracy foi relançado em 1986 pela Blackthorne Publishing, com 99 revistas. a Disney produziu uma mini-série de três edições. Com o título de "True Hearts and Tommy Guns", foi desenhada por Kyle Baker e editada pr Len Wein.[11]

### Livros
Dick Tracy foi o primeiro personagem a estrelar um Big Little Book em dezembro de 1932.

## Filmografia e outros
- Dick Tracy (1937, seriado de 15 capítulos) (br: "Dick Tracy, o Detetive", pt: "Dick Tracy, o Perseguidor")
- Dick Tracy (1937, versão editada do seriado, com 73 minutos)
- Dick Tracy Returns (1938, seriado com 15 capítulos) (br: A Volta de Dick Tracy)
- Dick Tracy's G-Men (1939, seriado com 15 capítulos) (br: Novas Aventuras de Dick Tracy)
- Dick Tracy vs. Crime, Inc. (1941, seriado com 15 capítulos) (br: Dick Tracy Contra o Crime)
- Dick Tracy (1945) (br: Dick Tracy, o Audacioso)
- Dick Tracy vs. Cueball (1946) (br: O Punhal Sangrento)
- Dick Tracy's Dilemma (1947)
- Dick Tracy Meets Gruesome (1947) (br: Dick Tracy Contra o Monstro)
- Dick Tracy (1950-1951), série de TV
- The Dick Tracy Show (1961), série de animação
- The Famous Adventures of Mr. Magoo , "Dick Tracy and the Mob" (1965)
- Dick Tracy (1967), filme para a televisão
- Archie's TV Funnies, episódio Dick Tracy, 1971
- Dick Tracy (1990)